# Juventus Football Club 1950-1951
Questa voce raccoglie le informazioni riguardanti la Juventus Football Club nelle competizioni ufficiali della stagione 1950-1951.

## Divise
| Casa | Trasferta | 1ª portiere | 2ª portiere |

## Organigramma societario
Area direttiva
- Presidente: Gianni Agnelli

Area tecnica
- Allenatore: Luigi Bertolini, subentrato a Jesse Carver

## Rosa

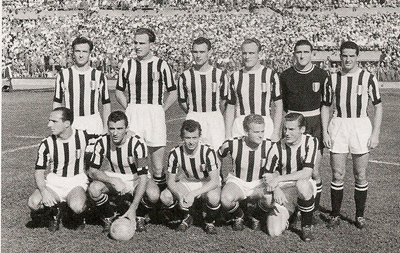
Una formazione della Juventus nella stagione 1950-1951.

| N. |                      | Ruolo | Calciatore          |
| -- | -------------------- | ----- | ------------------- |
|    | Italia (bandiera)    | P     | Filippo Cavalli     |
|    | Italia (bandiera)    | P     | Giovanni Viola      |
|    | Italia (bandiera)    | D     | Alberto Bertuccelli |
|    | Italia (bandiera)    | D     | Enrico Boniforti    |
|    | Italia (bandiera)    | D     | Sergio Manente      |
|    | Italia (bandiera)    | C     | Romolo Bizzotto     |
|    | Italia (bandiera)    | C     | Giacomo Mari        |
|    | Italia (bandiera)    | C     | Rino Ferrario       |
|    | Danimarca (bandiera) | C     | Karl Aage Hansen    |

| N. |                      | Ruolo | Calciatore          |
| -- | -------------------- | ----- | ------------------- |
|    | Italia (bandiera)    | C     | Carlo Parola        |
|    | Italia (bandiera)    | C     | Alberto Piccinini   |
|    | Italia (bandiera)    | A     | Giampiero Boniperti |
|    | Danimarca (bandiera) | A     | John Hansen         |
|    | Italia (bandiera)    | A     | Amos Mariani        |
|    | Italia (bandiera)    | A     | Ermes Muccinelli    |
|    | Danimarca (bandiera) | A     | Karl Åge Præst      |
|    | Italia (bandiera)    | A     | Pasquale Vivolo     |

## Risultati

### Serie A

#### Girone di andata
| Arbitro: | Orlandini (Roma) |

|  |           |                                                                                        |
|  | Marcatori | 41’, 89’ (rig.) K. A. Hansen 47’, 74’ Præst 55’ Muccinelli 58’ J. Hansen 75’ Boniperti |

| Arbitro: | L. Bernardi (Savona) |

|                         |           |                                    |
| Præst 59’ J. Hansen 62’ | Marcatori | 14’ Boscolo 50’ (aut.) Bertuccelli |

| Arbitro: | Galeati (Bologna) |

|  |           |              |
|  | Marcatori | 74’ Bizzotto |

| Arbitro: | Tassini (Verona) |

|                   |           |               |
| Parola 65’ (aut.) | Marcatori | 67’ Boniperti |

| Arbitro: | Carpani (Milano) |

|                                                                              |           |                         |
| Boniperti 38’ K. A. Hansen 43’, 46’ (rig.), 72’ Præst 48’, 77’ J. Hansen 88’ | Marcatori | 12’ Sundqvist 17’ Bacci |

| Arbitro: | Pieri (Trieste) |

|             |           |                    |
| Galassi 34’ | Marcatori | 25’, 58’ J. Hansen |

| Arbitro: | Bellè (Venezia) |

|                         |           |              |
| K. A. Hansen 66’ (rig.) | Marcatori | 47’ Liedholm |

| Arbitro: | Orlandini (Roma) |

|  |           |                                                           |
|  | Marcatori | 14’ Manente 19’, 69’ Præst 74’ K. A. Hansen 82’ J. Hansen |

| Arbitro: | Rigato (Mestre) |

|                                  |           |                           |
| J. Hansen 34’ Boniperti 51’, 57’ | Marcatori | 80’ Astorri 88’ Formentin |

| Arbitro: | Pieri (Trieste) |

|                                               |           |                 |
| Boniperti 8’ J. Hansen 72’, 87’ Boniforti 82’ | Marcatori | 89’ Carapellese |

| Arbitro: | Dattilo (Roma) |

|                      |           |  |
| Boniforti 83’ (aut.) | Marcatori |  |

| Arbitro: | G. Bernardi (Bologna) |

|                                                   |           |                  |
| Muccinelli 1’, 80’ Boniperti 19’ K. A. Hansen 69’ | Marcatori | 76’ (rig.) Şükrü |

| Arbitro: | Bellè (Venezia) |

|                           |           |  |
| Nyers 31’, 72’ Wilkes 42’ | Marcatori |  |

| Arbitro: | Orlandini (Roma) |

|                                               |           |  |
| Muccinelli 1’, 8’ Boniperti 70’ J. Hansen 88’ | Marcatori |  |

| Arbitro: | Dattilo (Roma) |

|  |           |                                            |
|  | Marcatori | 1’ K. A. Hansen 8’ Boniperti 19’ J. Hansen |

| Arbitro: | Galeati (Bologna) |

|  |           |                                     |
|  | Marcatori | 10’, 67’ J. Hansen 74’ K. A. Hansen |

| Arbitro: | Bellè (Venezia) |

|                |           |            |
| Muccinelli 50’ | Marcatori | 9’ Cecconi |

| Arbitro: | Longagnani (Modena) |

|                                                             |           |               |
| Boniperti 26’, 77’ Præst 51’ J. Hansen 67’ K. A. Hansen 69’ | Marcatori | 73’ Martegani |

| Arbitro: | Orlandini (Roma) |

|              |           |                                                           |
| Sørensen 45’ | Marcatori | 20’, 29’, 79’ Boniperti 30’ Præst 60’ (rig.) K. A. Hansen |

#### Girone di ritorno
| Arbitro: | Tassini (Verona) |

|                              |           |            |
| Boniperti 75’ Muccinelli 86’ | Marcatori | 5’ La Rosa |

| Arbitro: | Dattilo (Roma) |

|                          |           |                            |
| Boscolo 27’ Petrozzi 90’ | Marcatori | 12’ K. A. Hansen 52’ Præst |

| Arbitro: | Agnolin (Bassano del Grappa) |

|                  |           |  |
| K. A. Hansen 54’ | Marcatori |  |

| Arbitro: | Corallo (Lecce) |

|                                                                       |           |                           |
| J. Hansen 7’, 61’ K. A. Hansen 25’, 31’, 71’ Muccinelli 69’ Præst 85’ | Marcatori | 15’ Coscia 35’ Sabbatella |

| Arbitro: | Galeati (Bologna) |

|                                    |           |  |
| Andersson 41’ Merlin 60’ Bacci 80’ | Marcatori |  |

| Arbitro: | Orlandini (Roma) |

|                                                 |           |  |
| Præst 17’, 81’ K. A. Hansen 21’, 59’ Vivolo 79’ | Marcatori |  |

| Arbitro: | Dattilo (Roma) |

|                          |           |  |
| Nordahl 56’ Liedholm 61’ | Marcatori |  |

| Arbitro: | Agnolin (Bassano del Grappa) |

|               |           |                |
| J. Hansen 72’ | Marcatori | 34’ Cervellati |

| Arbitro: | Pieri (Trieste) |

|               |           |               |
| Formentin 88’ | Marcatori | 78’ Boniperti |

| Arbitro: | G. Bernardi (Bologna) |

|            |           |                                                                         |
| Santos 83’ | Marcatori | 6’ J. Hansen 27’, 85’ Boniperti 64’ Bertuccelli 89’ (rig.) K. A. Hansen |

| Arbitro: | Cartei (Firenze) |

|  |           |                                     |
|  | Marcatori | 56’ (aut.) Manente 86’, 89’ Ghiandi |

| Arbitro: | Corallo (Lecce) |

|             |           |                                                                    |
| Giaroli 70’ | Marcatori | 29’ Boniperti 33’ Muccinelli 37’ Præst 50’ Vivolo 67’ K. A. Hansen |

| Arbitro: | Dattilo (Roma) |

|  |           |                       |
|  | Marcatori | 67’, 82’ (rig.) Nyers |

| Arbitro: | Pieri (Trieste) |

|                                       |           |          |
| Aranđelović 42’ Piola 72’ Pesaola 74’ | Marcatori | 21’ Mari |

| Arbitro: | Matucci (Seregno) |

|               |           |              |
| J. Hansen 73’ | Marcatori | 19’ Sørensen |

| Arbitro: | Pieri (Trieste) |

|                                                              |           |           |
| Præst 9’ K. A. Hansen 67’ (rig.) Boniperti 83’ J. Hansen 89’ | Marcatori | 21’ Dante |

| Arbitro: | L. Bernardi (Savona) |

|  |           |                                     |
|  | Marcatori | 56’, 81’ K. A. Hansen 75’ Boniperti |

| Arbitro: | Valsecchi (Milano) |

|  |           |           |
|  | Marcatori | 84’ Præst |

| Arbitro: | Maurelli (Roma) |

|                                                                               |           |                      |
| Muccinelli 11’ Mari 13’ Boniperti 50’ Bizzotto 55’ Bertuccelli 56’ Parola 72’ | Marcatori | 58’ Mariani 80’ Rota |

### Copa Rio

#### Girone San Paolo
| Arbitro: | Alberto da Gama Malcher |

|                                            |           |                            |
| Boniperti 26’, 42’ K. A. Hansen 84’ (rig.) | Marcatori | 18’ Tomašević 59’ Ognjanov |

| Arbitro: | Franz Grill |

|                    |           |                                     |
| Courteaux 20’, 60’ | Marcatori | 11’ Vivolo 35’ Præst 77’ Muccinelli |

| Arbitro: | Edward Graigh |

|  |           |                                                      |
|  | Marcatori | 10’, 18’ Boniperti 48’ (rig.) K. A. Hansen 80’ Præst |

#### Semifinali
| Arbitro: | Alberto da Gama Malcher |

|                                      |           |                               |
| Koller 29’ Stojaspal 39’, 85’ (rig.) | Marcatori | 32’ Muccinelli 49’, 72’ Præst |

| Arbitro: | Edward Graigh |

|                                   |           |           |
| Muccinelli 53’, 55’ Boniperti 59’ | Marcatori | Stojaspal |

#### Finali
| Arbitro: | Franz Grill |

|           |           |  |
| Rodrigues | Marcatori |  |

| Arbitro: | Gaby Tordjan |

|                         |           |                           |
| Præst 17’ Boniperti 77’ | Marcatori | 48’ Rodrigues 53’ Liminha |